# エキシビション・プレイス

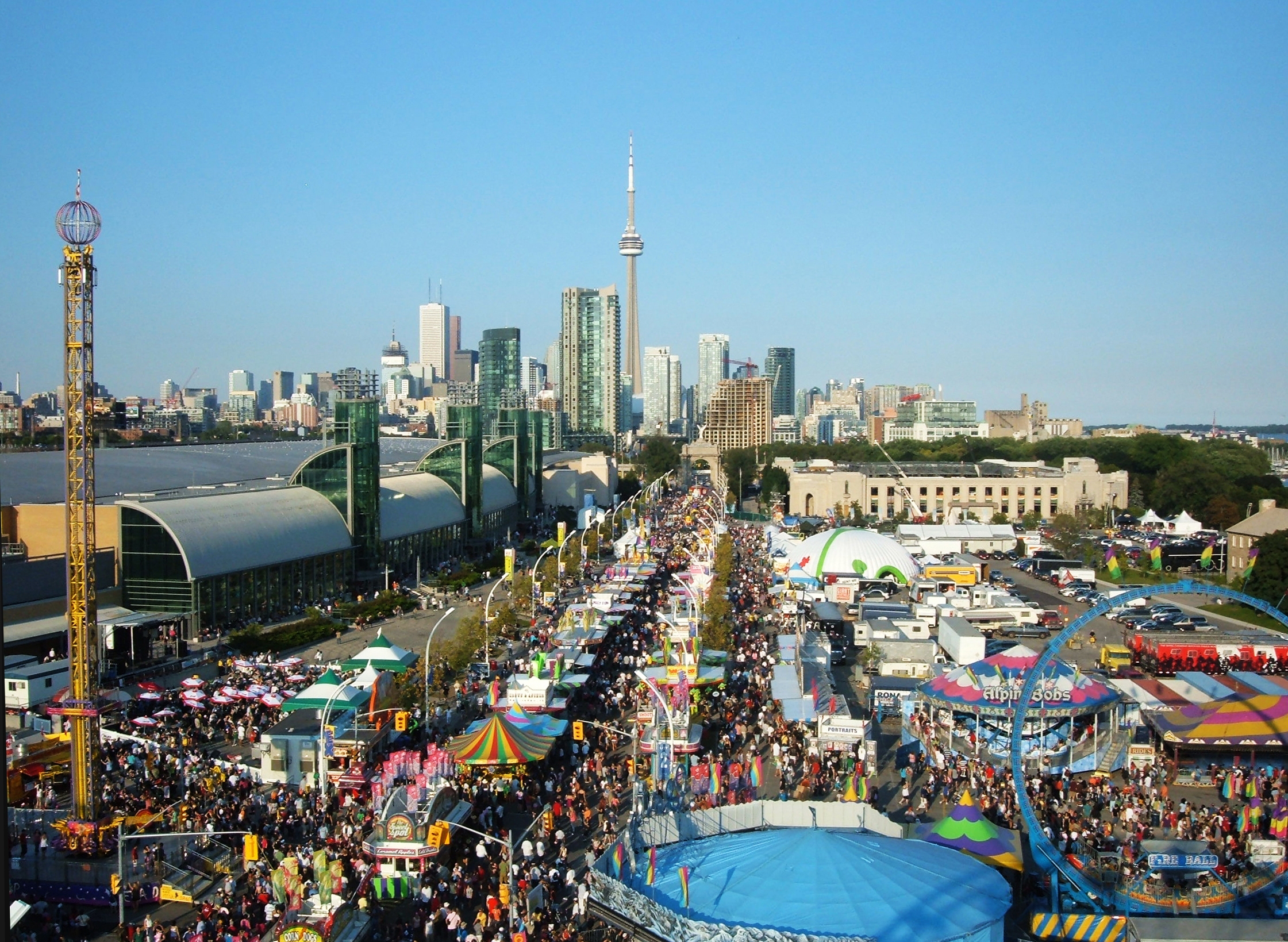
CNE（カナダ博覧会）の観覧車から東側の眺望（左側にダイレクトエナジーセンター、右側に自動車館）

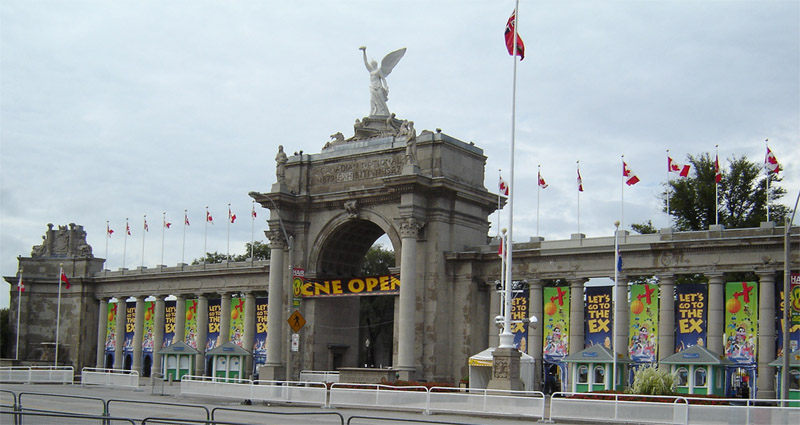
プリンス・ゲート

エキシビション・プレイス (英語：Exhibition Place) は、カナダ・オンタリオ州トロントのオンタリオ湖岸に位置するコンベンション施設地区。約80万平方メートルの面積にコンベンション・見本市会場、イベント会場、劇場、遊園地、スポーツ施設、公共施設、国定史跡が集中している。毎年8月中旬から9月初旬のレイバー・デーの連休までカナダ博覧会 (Canadian National Exhibition, CNE) が開催される。エキシビション・プレイスの名はその博覧会に由来する。会期中、エキシビション・プレイスは近くの公園や駐車場を併せて約105万平方メートルに拡大する。博覧会は様々なゲームやアトラクションの並ぶ遊園地が特徴である。博覧会は北アメリカにおいて最大規模で最も成功している「フェア（北米における見本市と移動遊園地の複合イベント）」の一つであり、トロントのみならずオンタリオ州における夏の終わりの風物詩のひとつとなっている。敷地は新たな開発に伴い保護される文化遺産が複雑に入り組むようになった。
1986年からは、インディカー・シリーズが市街地コースで行われている。

## 概要
エキシビション・プレイスはトロント市中心部から西にある広大な地区である。地区には様々な建造物、オープンスペース、記念碑が存在する。一年中様々な催し物が行われるが、夏の終わりに行われるカナダ博覧会 (Canadian National Exhibition, CNE) が最も有名である。またメジャーリーグサッカー、カナディアン・フットボール・リーグのチームが使用するスタジアムやアイスホッケーのアリーナもある。
主な施設としては、カナダ最大のコンベンション会場であるダイレクトエナジーセンター、メジャーリーグサッカーのトロントFCの本拠地であるサッカー専用スタジアムのBMOフィールド、アメリカン・ホッケー・リーグのトロント・マーリーズの本拠地であるコカ・コーラ・コロシアムも存在する。
また、ロイヤル・アグリカルチャル・ウィンター・フェアーを含む様々な国際イベントや、多くの見本市などが開催されている。
東入口にはエキシビション・プレイスの象徴となっている門「プリンス・ゲート」がある。この門は1927年にエドワード皇太子とジョージ皇太子が訪問したことを記念して建設された。南部にはオンタリオ・プレイスがあり、オンタリオ州政府が運営している。

## ギャラリー

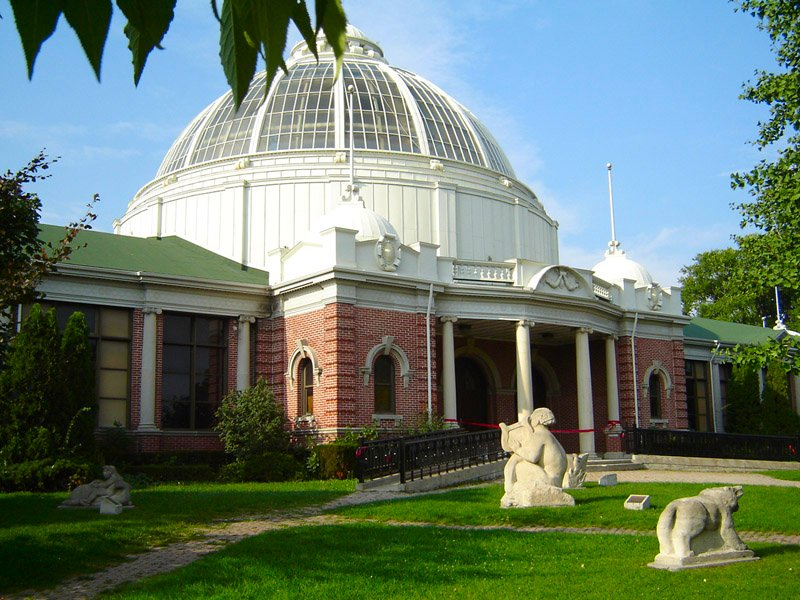
1907年に建造されたホーティカルチャー・ビル
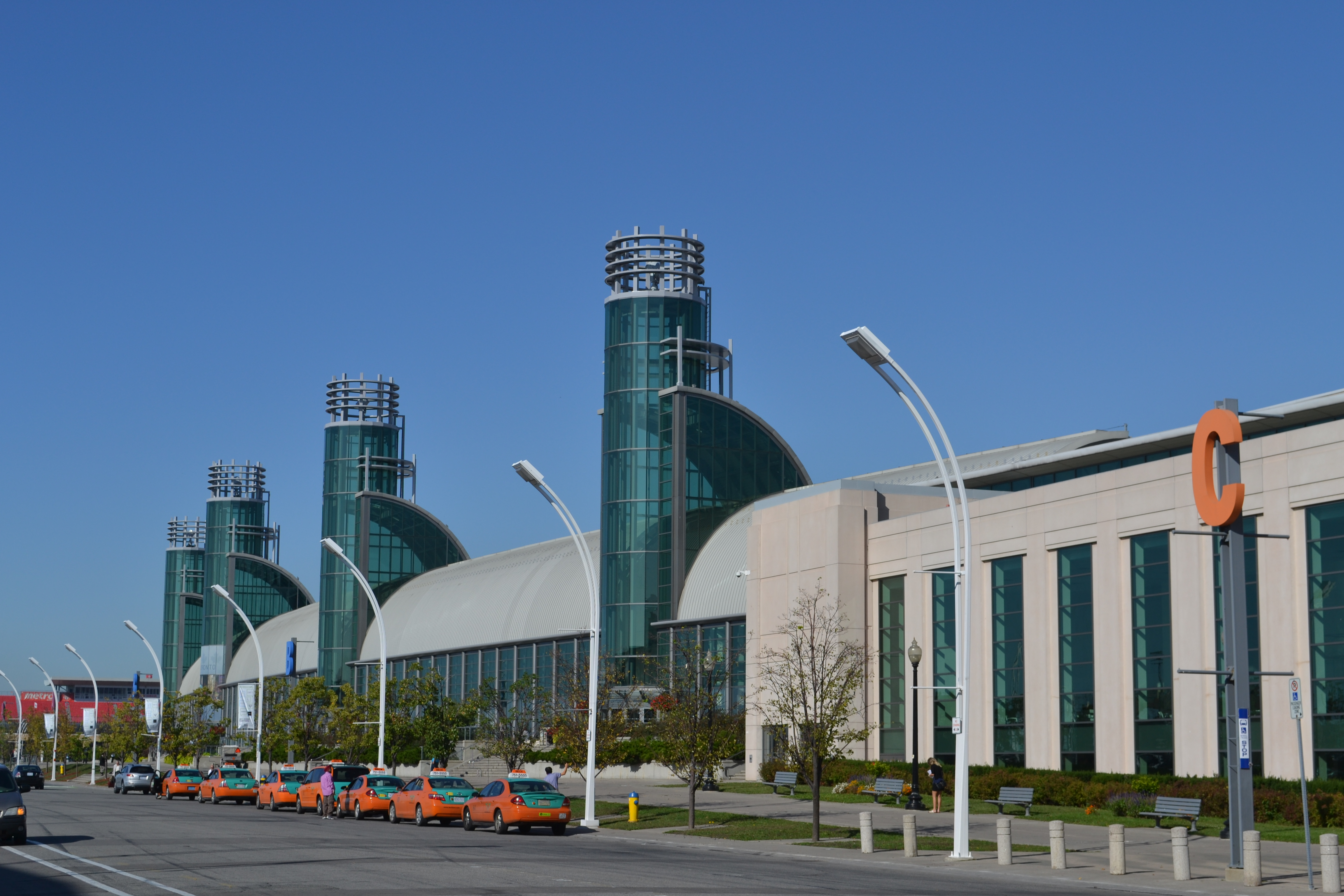
カナダ最大のコンベンション会場、ダイレクトエナジーセンター
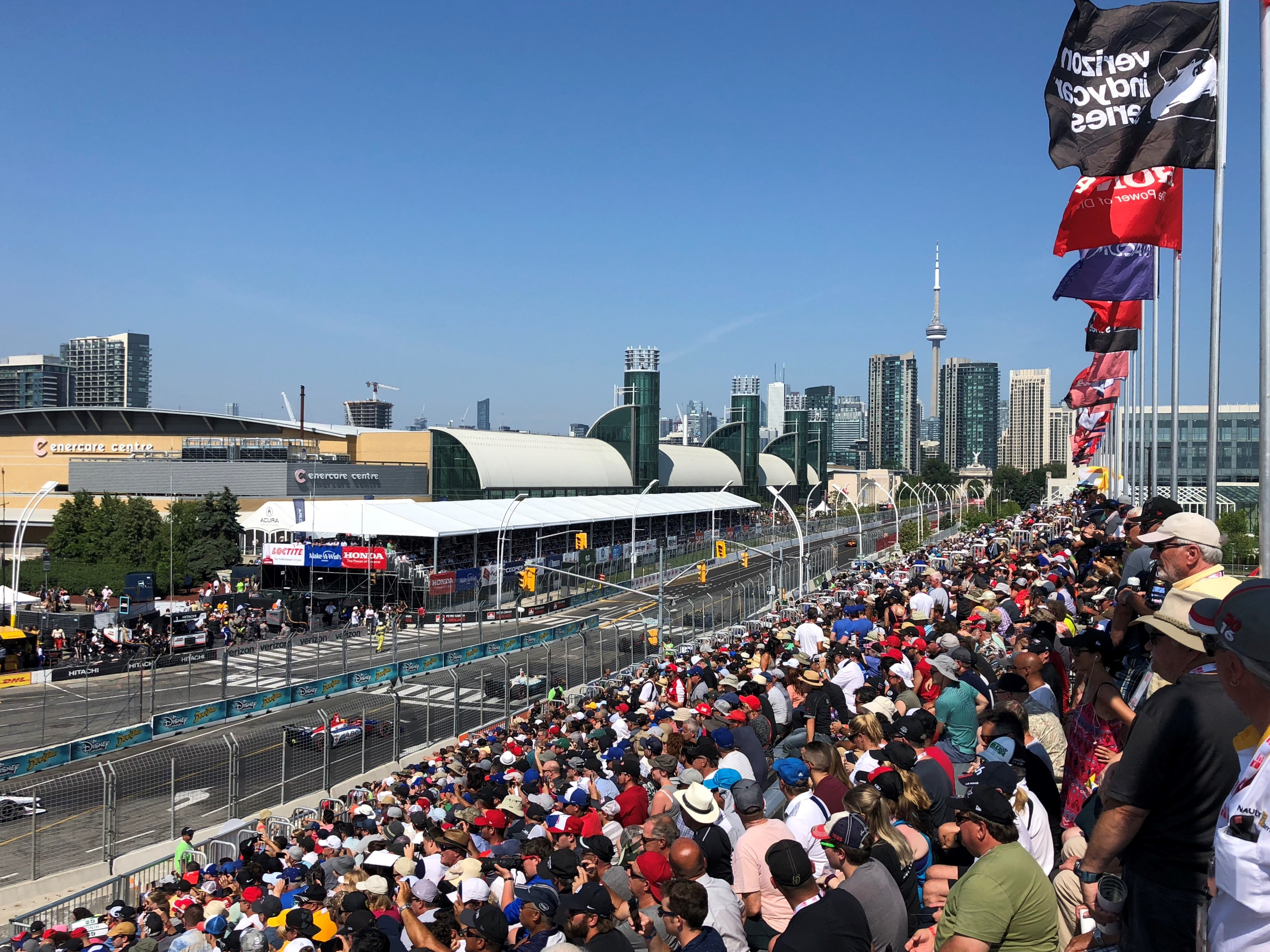
インディカー・シリーズ、インディ・トロント（2018年）

## 市街地コース
モータースポーツではチャンプカー（1986年から2007年）・インディカー・シリーズ（2009年以降）のインディ・トロントが市街地コースとしてエキシビション・プレイス及び周辺道路を会場として開催されている。
インディカーの市街地コースとしては、ロングビーチに次いで2番目に長い歴史がある。3日間の観客動員数は毎年約17万人に達し、カナダではモントリオールのF1カナダグランプリに次ぐ規模となった。 